# 和田繁明
和田 繁明（わだ しげあき、1934年1月3日 - 2022年7月25日）は、日本の実業家。
西武グループ関連などの百貨店業態改革に一貫して取り組み、危機になると助っ人として現れることから「百貨店の再建請負人」と評された。

## 人物・来歴

### 西武百貨店入社
東京本郷の商家に生まれる。早稲田大学高等学院、早稲田大学政治経済学部を卒業。大学在学中は早大弁論部に所属した。
卒業後の就職先としてマスコミ業界入りを志向、在京放送局のアナウンサー試験を受験するも全敗となる。次に新聞社を狙うもこれまた不採用となる。そこで方針を変え学生時代のアルバイト経験を活かそうと百貨店入りを目指し松坂屋を受験。役員面接まで進むも不採用となる。仕方なく最後の望みを託し西武百貨店を受験する。面接まで進んだところ、面接陣の中央に2年前に店長就任した堤清二が鎮座していた。仕事に関する質問が済んだ後に趣味の話となり、和田は好きな花づくりについて触れ「土いじりをしていると心がやすまる」との趣旨を述べた。和田はこの際のやり取りが堤の琴線に触れ採用につながったと理解している。
1957年、学卒2期生として西武百貨店に入社。以来栄進を重ね、高品質既製紳士服「テッドラピドス」の導入を成功させた功績で35歳で取締役に抜擢され、40歳で常務に就任。売場を店員に任せるショップマスター制度を考案。社内外で将来の社長候補として嘱望されていた。

### レストラン西武へ出向
1983年、経営不振に陥っていたレストラン西武（現：コンパスグループ・ジャパン）社長への出向辞令が発せられ、この人事を左遷と捉えショックを受けた和田は堤に辞表を出す結論に至ったものの、周囲の人々に諫められて冷静さを取り戻し辞令を甘受することとした。なお堤は和田の人事に対する左遷との見方を否定している。
同年6月、レストラン西武社長に着任する。当時の同社は40に及ぶ業態を抱え、また和田が社長に就任するまでの20年間に、社長が11人も交代しその度に経営方針も変わるため、社内は閉塞感に覆われ、社員の士気低下は著しいものがあった。そうした中で和田は着任早々社員全員を集め「俺はこの会社、社員と、運命をともにする。ここに骨を埋めるつもりでやってきた。またどうせ、すぐ代わるだろうなどと思っていたら大間違いだからな」と言い放ち、経営改革に着手した。和田はことあるごとに社員を集め自らの方針を説き、さらに直接役員や社員にも手紙を書いたほか、社内報でも自説を唱え意識改革を求め続けた。そして日本リテイリングセンター社長で、日本におけるチェーンストア理論の第一人者とされていた渥美俊一の下に社員をトレーニーとして派遣し、チェーンオペレーションとチェーンマネジメントを学ばせた。さらに中期経営計画で掲げた多様な業態を開発しチェーン展開する方針に基づき、ファミリーレストラン「CASA」や新コンセプトのダイニングバー「オールドニュー」などの出店を開始。10年ほどにチェーン全体で店舗総数は1,000店を超え、1989年には社名を西洋フードシステムズに改めた。

### 西武百貨店改革
1992年6月、バブル崩壊が顕著となる中で、西武百貨店医療機器事業部における架空取引事件が発覚し、社員2名を含む計5名が逮捕される事態となった。社内は騒然とし百貨店の信用は大きく傷つき、経営危機はピークに達した。同年7月には堤から百貨店立て直しを要請され、代表取締役会長として復帰。同年10月には山中鏆（松屋、東武百貨店社長を歴任）が「百貨店業界はもちろんのこと、産業界を震撼させた」と評した、和田の筆による社内報『かたばみ』特別号である『西武百貨店白書』が刊行された。その内容は一貫して経営陣批判が綴られた檄文であった。これは静岡県で開催された幹部社員向けの研修が採録されたもので、同白書は西武百貨店社員を対象に発行されたものであったが、社外秘扱いされた形跡もなかったため流出し思わぬ波紋を呼んだ。
和田は西武百貨店改革にあたって社員の徹底した意識改革を求め、同年12月には一連の「お約束広告」の第一弾となる「まず、4月の新学期までに、商品の包み方の一番じょうずな百貨店になります」の文言が記載されたポスターが店頭等に貼り出された。さらに人員の整理や不採算店の閉鎖に加えて、1993年4月には全役員の降格人事を断行。自身は社長となり、社長であった水野誠一は副社長に降格した。また大ナタを振ってマネジメント改革も推し進め、チェーンオペレーションを百貨店に導入しようとしたが、各店舗で独自だった包装紙等を共通化するにとどまった。
そして1995年3月には既存店舗の業態革新の端緒として、食品売場を廃止してファッション専門大店への転換を図るべく有楽町西武の改装に着手。クラブ・オン ポイントシステムを先行導入しバックシステムに工夫を凝らした同店は、改装から2年後には一時的に単年度黒字に転換した。
不採算店舗の閉鎖を進めるうちに、1996年2月期にはなんとか4期ぶりに黒字に転換。その後4期連続で増収増益を達成させ、西武百貨店の経営の復調を印象づけた。
和田はこのほか、堤が「時代精神の根拠地」宣言の下に開館した西武美術館の後身となるセゾン美術館の閉館を決断し、1999年に同館は閉館した。和田は閉館にあたって新聞記者の取材に対し「美術館の役割は終わったんじゃないですか。僕はそう思います。」と述べた。百貨店文化事業部を取り仕切り、常務を歴任した紀国憲一は「そう言い切ったことは立派である思う。」と評した。取材では他に「あなたはイエスマンばかり重用していると言われているが」との新聞記者の問いかけに「自分をよく理解してくれる人間を重用しているだけだ。そういう人をイエスマンと呼んでもらっては困る」と返し、早大弁論部出身ならではの「詭弁」を展開することもしばしばであった。
米国デザイン会社キャリソン・アーキテクチャ社のプランニングのもとに、有楽町西武を皮切りに渋谷店、次いで静岡店と進めた店舗改装も、店内通路をあまりに広くとるキャリソンの手法が地方店では集客につながらず、また和田の提唱したチェーンオペレーションという名の商品部主導による画一的マーチャンダイジングの失敗とも相まって、改装後1年を待たずに売上高が前年割れを起こす店舗が続出し、改装したものの数年で閉鎖という閉店ドミノが生じる一因ともなった。後述する「再生の象徴」そごう心斎橋本店も開店後わずか4年で閉店している。

### セゾングループ崩壊と会長辞任
1991年1月、堤がセゾングループ代表からの引退を表明。セゾングループ筆頭代表幹事で西友会長であった高丘季昭、クレディセゾン会長であった竹内敏雄、そして和田が代表幹事を務める集団指導体制に移行していた。しかし1996年3月に高丘が急逝し、グループ全体の舵取りも和田が担う必要に迫られた。
そこで和田は百貨店会長に退き、セゾングループ解体の引き金となった西洋環境開発（西環）と東京シティファイナンス（TCF）の懸案処理に当たることとなった。和田は西環の処理にあたって同社の清算を主張。また西武百貨店は西環の筆頭株主で出資はしているものの経営には一切関与していないとして、銀行団の貸し手責任を追及し、メインバンクの第一勧業銀行（一勧）と激しく対立した。この和田の主張は、放漫経営を見過ごした堤への批判を伴っていたとされる。一勧から和田外しを要求された堤は、1998年11月に「西環の処理にあたっては銀行団に迷惑をかけないよう努力する」との趣旨が記された、のちに「堤ノート」と呼ばれる誓約書を提出。さらに堤は1999年3月に「最低1,401億円をセゾングループで負担する」と約した確認書を、グループ各社の取締役会決議を経ぬまま銀行団に差し入れていたことが明らかとなった。
これ以降、1,401億円の負担を求める銀行団、中でも一勧頭取であった杉田力之と、和田および西武百貨店の間は抜き差しならない状況となった。これにより同年5月、和田は不本意ながら会長を辞任。公式には「65歳の定年内規に則り退任した」と発表された。また同時に堤も西友の取締役相談役を辞任。グループ会社の役職からすべて降りて身を引いた。その後、西環の処理策は百貨店首脳と一勧首脳との間で継続され、2000年7月に西環は東京地裁に特別清算を申請。負債総額は5538億円にのぼり、西武百貨店は500億円の損失負担を強いられたものの、和田の主張が受け入れられた形での決着を見た。
なお、TCFについては親会社であった西友が処理を担当することとなり、渡辺紀征社長（当時）が銀行団との交渉に当たり、1999年3月に銀行団との合意が成立。西友はTCFの処理にあたって2,800億円を拠出し、資金捻出のため内部留保を吐き出したほか、ファミリーマート、良品計画、インターコンチネンタルホテルズグループの株式を売却した。これにより西友は、2002年に住友商事の仲介によりウォルマート傘下となった。処理によって黒字に転換したTCFは、ウォルマートの意向もあって同年11月にローンスターへ売却された。

### そごう再建
2000年4月、大型店舗の展開によって「地域一番店」を目指し出店攻勢を続けていたそごうに君臨していた水島廣雄が、千葉そごうを始めグループ企業の株をすべてメインバンクであった日本興業銀行（興銀）に提出し会長を辞任した。水島の辞任は、みずほホールディングス（現：みずほフィナンシャルグループ、以下「みずほFG」）発足前までに、統合する3行（興銀、富士、一勧)の負の遺産の処理を終えるとしていた方針に則ったものだった、
これと前後して同年5月には、興銀頭取であった西村正雄がそごうの再建を和田に託することを決めて説得を開始。その説得の最中に、6,400億円の債務
免除を発表し再建計画が動き出していたそごうに対し「長崎屋は倒産したのに、そごうはなぜ救済されるのか」といった世論の猛反発が起こり、さらに野中広務自民党幹事長（当時）が「そごう問題はまったく報告を受けていない。こういう救済結果になったのは理解に苦しむ」とまで述べ、政府・与党内部にあっても見解の相違があることが明らかとなった。そして、亀井静香自民党政調会長（当時）がそごうの社長であった山田恭一に対し「自主的に債権放棄要請を取り下げて欲しい」と介入し、そごうは自主再建を断念し、同年7月12日に東京地裁へ民事再生法の適用を申請した。和田はそごう再建にあたり、一度会社を潰した上で大幅な債権削減が期待できる公的整理が最良の再建策であると考えていたため、民事再生法の適用申請は和田の意に沿う形となった。
2000年7月26日、東京地裁が民事再生法の開始決定を下したことを受け、和田は次期社長含みでそごう特別顧問に就任した。和田は顧問就任早々、古巣である西武百貨店の社長であった堀内幸夫を訪ね、そごう再建にあたっての協力を要請し承諾を得た。また水島をはじめとする旧経営陣の経営責任を厳しく追及し損害賠償を求め、同時に労働組合も追及し当時の労組委員長は辞任に追い込まれた。同年8月10日には、西武百貨店会長であった米谷浩をそごうの営業部門のトップとして招き、さらに西武百貨店の子会社であったミレニアム企画と業務委託契約を締結。同社が70名の陣容でそごうの再建計画の策定にあたった。再建チームは同年10月15日、9店舗の再建断念と残り13社12店舗をそごう本体の休眠会社であった「十合」1社に統合するという再生案を東京地裁に提出した。これに基づき2001年1月末、東京地裁は西武百貨店との関係強化を軸とする再生計画案を認可。和田は核店舗の統括を目的として、新たに持株会社十合を設立し、同社社長に就任した。和田はそごう再建の本格始動にあたり、西武百貨店と同様に『そごう白書』を執筆。過去の経営陣を厳しく批判し全社員に危機感の共有を求めた。さらにそごうにチェーンオペレーションを導入しようとしたほか、企業文化の刷新に加えて人事労使の改善を進めた。こうして2003年1月、そごうは再生計画を2年前倒しで達成。東京地裁も同月末に再生手続き終結を認めた。

### ミレニアムリテイリング設立
2003年1月、もともと財務基盤が弱かった西武百貨店が西環の清算にあたって500億円を拠出したことが痛手となり債務超過に陥ったため、みずほコーポレート銀行頭取の齋藤宏は、和田に西武百貨店へ復帰するよう要請した。そこで和田は十合社長を兼ねたまま、同年3月に西武百貨店特別顧問に就任。そして十合が西武百貨店の発行する第三者割当増資を引き受け筆頭株主となった。これにより十合が西武百貨店とそごうを傘下に置く体制となった。また同年6月には、十合がミレニアムリテイリングに商号変更。さらに同年9月にはミレニアムリテイリングがみずほFGと和田を対象に第三者割当増資を実施した。発足時の資本金は1,000万円。2003年秋の9,000万円への増資時に8,550万を和田が引き受け、これにより和田の持株比率は86.5%まで高まり、一時的ではあったが経営者でオーナー社長の位置に就いた
2005年3月、西武百貨店は私的整理指針に基づく再建を1年前倒しで達成。さらに同年9月には和田の発案で、旧経営陣が進めていた大阪店跡地の売却交渉を白紙撤回し、そごう創業の地である大阪店跡地に「再生の象徴」として新築していたそごう心斎橋本店が竣工し、9月7日に開業した。完成披露式典には西村正雄も駆けつけ「和田さん、そごうをあなたに任せて、本当によかった」と述べて和田に謝意を表した。しかし、そごう心斎橋本店は和田の退任後に開店4年であえなく閉店、そごう創業の地からの完全撤退を余儀なくされた。

### セブン&アイ傘下入り
そごう心斎橋本店開業と同時期に、2005年9月1日、イトーヨーカ堂とセブンイレブンおよびデニーズジャパンの3社が株式移転によってセブン&アイ・ホールディングスを設立した。和田とセブン&アイHDを率いる鈴木敏文（当時）は、和田が西武百貨店復帰時に講演を頼むなどかねてから親交が深かった。
和田は2007年を目途としていたミレニアムリテイリングの株式公開にあたっては安定株主を流通業界に求めていたこともあり、2者間で懇談を重ねるうち経営統合の話が持ち上がり、同年11月半ばから都内のホテルで条件等を本格的に詰めた上で合意。翌2006年6月1日、ミレニアムリテイリングは株式交換を実施し（これには数百億円にのぼる和田自身の持ち株も含む）、セブン&アイHDの完全子会社となった。
2007年5月17日、ミレニアムリテイリング傘下の主力店舗の改装がほぼ済み、経営が軌道に乗り始めてきたことと、体調が万全でないことを理由に、自身の申し出により会長職およびセブン&アイHD取締役から退いた。最晩年までそごう・西武が生き残る道は必ず存在すると語っていたという。2022年、セブン&アイはそごう・西武の売却に着手することとなる。

### 晩年
2022年7月25日、病気のため88歳で死去。セブン&アイによるそごう・西武売却の結末を見届けることはなかった。

## 経歴
- 早稲田大学高等学院卒業。
- 1957年 - 早稲田大学政治経済学部卒業後、西武百貨店入社。
- 1969年 - 同社取締役。
- 1974年 - 同社常務取役。
- 1983年 - レストラン西武社長。
- 1992年 - 西武百貨店会長。
- 1993年 - 同社社長。
- 2000年 - そごう特別顧問。
- 2001年 - そごう社長。
- 2003年3月 - 西武百貨店特別顧問。
- 2003年5月 - ミレニアムリテイリング社長。
- 2006年 - 同会長。
- 2007年 - 退任。
- 2022年7月25日 - 病気のため死去[25]。88歳没。

## テレビ番組
- 日経スペシャル ガイアの夜明け 西武・そごう 再生への365日（2006年9月26日、テレビ東京）[26]。- 百貨店再生請負人 和田繁明の改革に365日密着。

## 書籍

### 著書
- 『挑戦的経営の秘密 西武百貨店の発想』（1981年10月1日、情報センター出版局）

### 関連書籍
- 『セゾンからそごうへ 和田繁明の闘い』（著者:佐藤敬）（2001年1月24日、東洋経済新報社）ISBN 9784492554142
- 『ドキュメントそごう解体 裁かれる「バブル経営」』（編者:日本経済新聞社）（2001年1月25日、日本経済新聞社）ISBN 9784532148911